# Muroidea
Muroidea е голямо надсемейство гризачи, което включва всички видове мишки, плъхове, хамстери и много други родствени видове дребни мишевидни. Представителите се срещат на всички континенти с изключение на Антарктида и обитават среди с различни условия. Надсемейството е представено с 6 семейства, 19 подсемейства, около 280 рода и над 1300 вида.

## Класификация
- Семейство Platacanthomyidae – Бодливи сънливци
- Семейство Spalacidae – Слепи кучета
  - Подсемейство Myospalacinae
  - Подсемейство Rhizomyinae
  - Подсемейство Spalacinae
- Клад Eumuroida – типични мишевидни
  - Семейство Calomyscidae – Мишеподобни хамстери
    - Подсемейство Calomyscinae

  - Семейство Nesomyidae
    - Подсемейство Cricetomyinae
    - Подсемейство Dendromurinae
    - Подсемейство Mystromyinae
    - Подсемейство Nesomyinae
    - Subfamily Petromyscinae

  - Семейство Cricetidae – Хомякови
    - Подсемейство Arvicolinae – Полевки
    - Подсемейство Cricetinae – Хомяковидни
    - Подсемейство Neotominae
    - Подсемейство Sigmodontinae
    - Подсемейство Tylomyinae

  - Семейство Muridae – Мишкови
    - Подсемейство Deomyinae
    - Подсемейство Gerbillinae – Песчанки
    - Подсемейство Leimacomyinae
    - Подсемейство Lophiomyinae
    - Подсемейство Murinae